# Sigloy
Sigloy ist eine französische Gemeinde mit 660 Einwohnern (Stand: 1. Januar 2022) im Département Loiret in der Region Centre-Val de Loire. Sie gehört zum Arrondissement Orléans und ist Teil des Kantons Saint-Jean-le-Blanc. Die Einwohner werden Sigloyois genannt.

## Geographie
Sigloy liegt in der Landschaft Sologne etwa 24 Kilometer ostsüdöstlich von Orléans an der Loire. Umgeben wird Sigloy von den Nachbargemeinden Châteauneuf-sur-Loire im Norden, Germigny-des-Prés im Osten, Guilly im Südosten, Neuvy-en-Sullias im Süden, Tigy im Süden und Südwesten sowie Ouvrouer-les-Champs im Westen.

## Bevölkerungsentwicklung
| Jahr                       | 1962 | 1968 | 1975 | 1982 | 1990 | 1999 | 2006 | 2018 |
| Einwohner                  | 384  | 357  | 403  | 503  | 458  | 533  | 616  | 672  |
| Quellen: Cassini und INSEE |      |      |      |      |      |      |      |      |

## Sehenswürdigkeiten
- Kirche Saint-Martin
- Sigloy liegt im UNESCO-Welterbe Tal der Loire und im NATURA 2000-Gebiet Vallée de Loire.

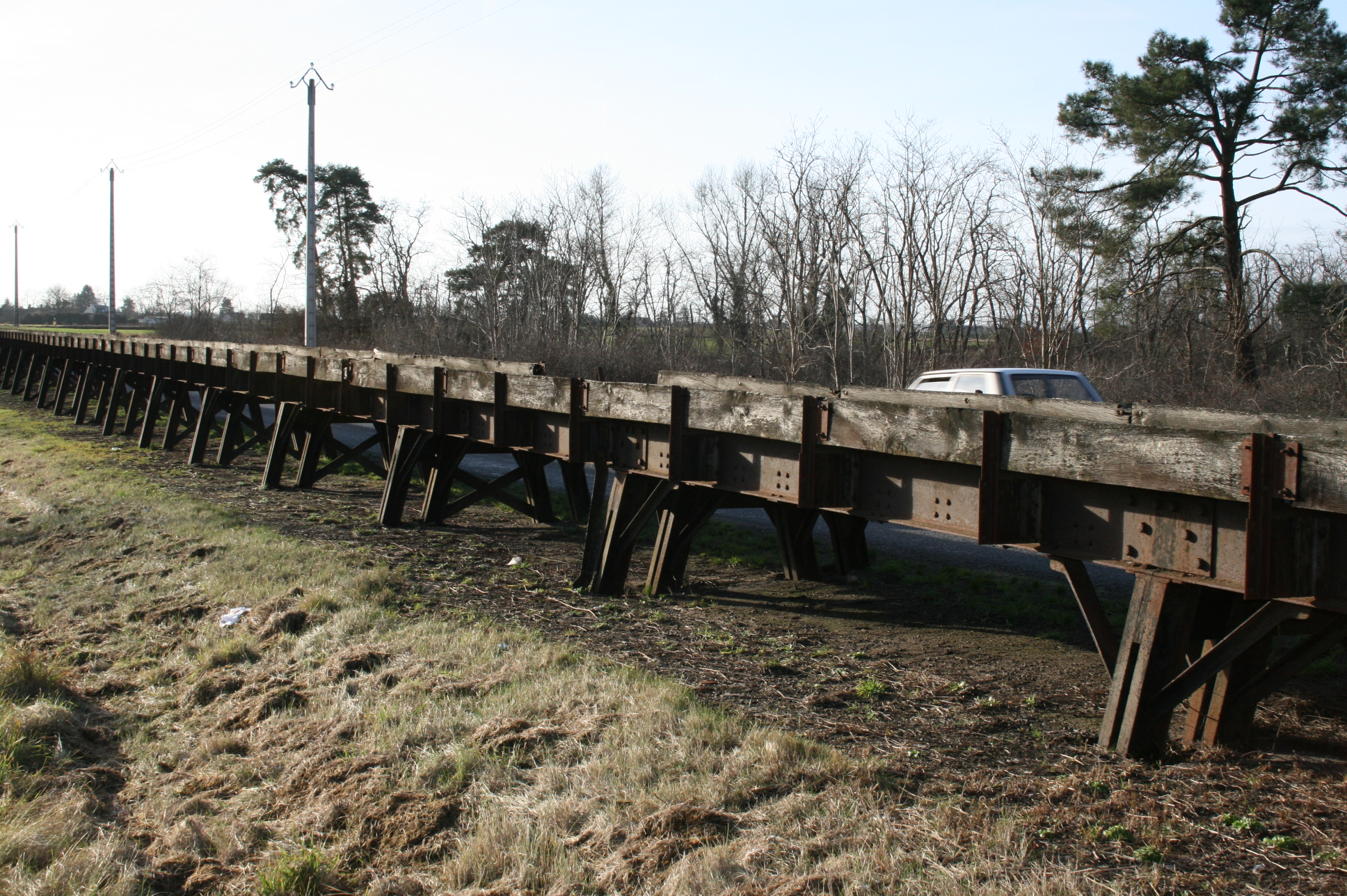
Brückenrest in einem Waldstück nördlich von Sigloy der ehemaligen Straßenbahn von Châteauneuf-sur-Loire nach Tigy